# ارکلنز
شهر ارکلنز در ایالت نوردراین-وستفالن در کشور آلمان واقع شده است.